# 2MASS J12212770+0257198
2MASS J12212770+0257198 ist ein L0-Zwerg im Sternbild Jungfrau. Er wurde 2008 von I. Neill Reid et al. entdeckt. Die Eigenbewegung des Objekts beträgt rund 116 Millibogensekunden pro Jahr.